# ملاقه

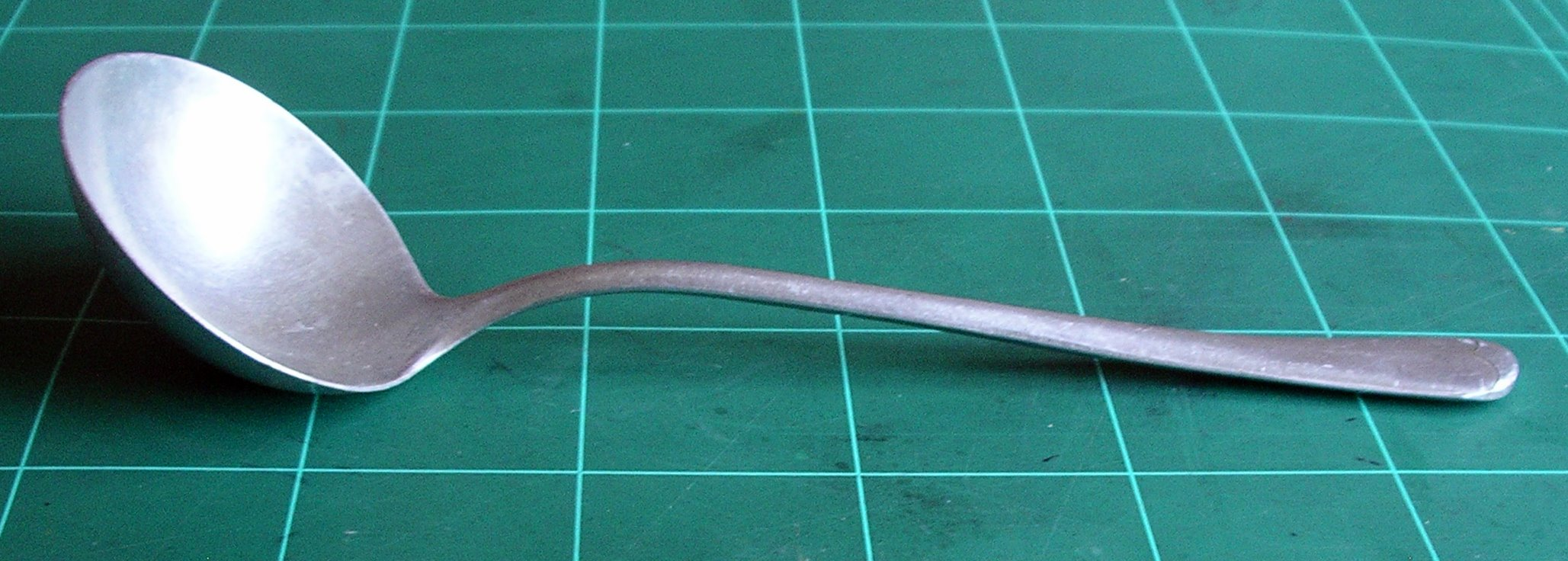
ملاقه آلومینیومی

ملاقه یا چُمچِه (فارسی تاجیکستان: کَفلِز)  یک ابزار آشپزی و گونه‌ای قاشق بزرگ با دسته‌ای بلند است که بخش برداشت غذایی آن کاسه‌ای شکل و گود می‌باشد. ملاقه بیشتر برای جا به جایی مایعات و سرو سوپ و آش استفاده می‌گردد.